# Tyskland ved vinter-OL 2010
Tyskland deltog ved vinter-OL 2010 i  Vancouver, British Columbia, Canada. 153 atleter repræsenterede Tyskland i 15 sportsgrene.  